# Bardzruni, Vayots Dzor
Bardzruni là một đô thị thuộc tỉnh Vayots Dzor, Armenia. Dân số ước tính năm 2011 là 422 người.